# Domena drugiego poziomu
Domena drugiego poziomu – domena w Domain Name System, znajdująca się w strukturze poniżej domeny najwyższego poziomu (TLD). Inaczej ujmując, domena drugiego poziomu jest subdomeną domeny najwyższego poziomu, np. w adresie pl.wikipedia.org domeną drugiego poziomu jest wikipedia, która jest zaraz poniżej domeny najwyższego poziomu org.
Domeny drugiego poziomu są bardzo często rejestrowane przez rejestratorów krajowych domen najwyższego poziomu (ccTLD). Dla przykładu w Polsce bardzo popularną domeną drugiego poziomu jest .com.pl.